# الولي (ذي السفال)

تعديل مصدري - تعديل

الولي محلة تابعة لقرية الشرف، التابعة لعزلة الصفة بمديرية ذي السفال إحدى مديريات محافظة إب في الجمهورية اليمنية، بلغ تعداد سكانها 354 حسب تعداد اليمن لعام 2004.